# Clay (New York)
Clay est une ville (town) du comté d'Onondaga, dans l'État de New York, aux États-Unis,. En 2010, elle comptait une population de 58 206 habitants.

## Démographie
Lors du recensement de 2010, la ville comptait une population de 58 206 habitants. Elle est estimée, en 2016, à 59 606 habitants.